# Justin Williams
Justin Dennis Williams (Chicago, Illinois, 12 de mayo de 1984) es un jugador de baloncesto estadounidense.  Mide 2,08 metros de estatura y juega en la posición de pívot.

## Carrera

### Universidad
Williams procede de la Universidad de Wyoming, donde tuvo dos temporadas finales muy buenas que le permitieron, aunque no fuera elegido en el Draft de la NBA de 2006, si ganarse la confianza de Sacramento Kings. En la campaña 2004-05 Justin firmó 8.9 puntos, 6.4 rebotes y 2.9 tapones. Un año después, en la 2005-06 se fue hasta los 11.1 puntos, 11 rebotes y 5.4 tapones.

### NBA
Justin empezó en la NBDL para que se fogeara en los Dakota Wizards, donde siguió dejando muestras de su potencial como 12.1 puntos, 12.3 rebotes y 3.08 rebotes en 12 encuentros. El 5 de enero de 2007, Sacramento le hizo un contrato de 10 días que transcurridos estos se alargaron al resto de la temporada. Este voluminoso interior de 2,08 acabó su año rookie promediando 5 puntos y 4.4 rebotes en escasos 12.8 minutos de juego, pero dejando un excepcional sabor de boca tras su prometedor mes de abril. En dicho mes firmó 9.4 puntos, 7.1 rebotes y 1 tapón. Su mejor partido en la NBA se produjo un 10 de abril de 2007 ante Memphis Grizzlies, donde su estadística ascendió a 16 puntos, 11 rebotes y 3 tapones.
Williams fue cortado por los Kings el 16 de febrero de 2008 para hacer hueco a los nuevos jugadores que llegaban al equipo del traspaso que enviaba a Mike Bibby a Atlanta Hawks. Semanas más tarde, Williams fichaba por Houston Rockets.
Jugó en la ASEAN Basketball League en 2014 con el equipo vietnamita Saigon Heat, siendo reconocido al final de la temporada como el mejor defensor del torneo.